# Sophie d'Arbouville
Sophie de Bezancourt Loyré, condesa de Arbouville (París, 22 de octubre de 1810-ibídem, 22 de marzo de 1850), fue una novelista y poetisa francesa.

## Obras
- Mary Madeleine (1851)
- Three Tales: Christine van Amberg, Resignation, and the Village Doctor (1853)
- Poésies et Nouvelles (1855)